# Abel Marie Périer

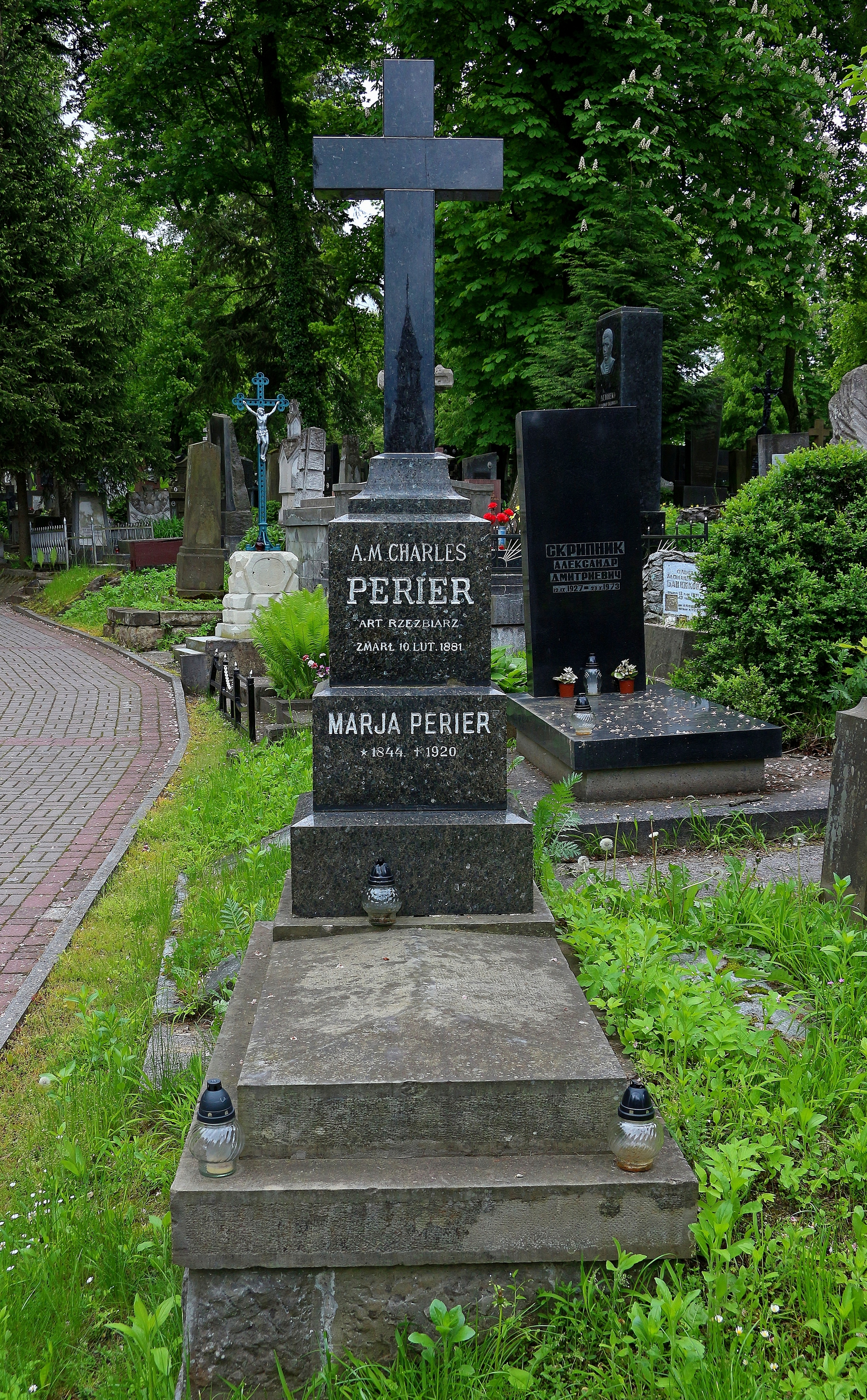
Nagrobek Abla Marie Périera na Cmentarzu Łyczakowski we Lwowie

Abel Marie Périer (ur. 1825 w Vitry-sur-Seine, zm. 10 lutego 1881 we Lwowie) – francuski rzeźbiarz, od 1858 działający we Lwowie.

## Życiorys
W 1858 osiedlił się we Lwowie z inicjatywy zaprzyjaźnionego z nim Cypriana Godebskiego.
Większość dzieł sztuki sepulkralnej Périera związana była z Cmentarzem Łyczakowskim we Lwowie. Stworzył m.in. rzeźby nagrobne Walerego Łozińskiego (wg projektu Cypriana Godebskiego), Józefy Sierosławskiej, rodziny Geschöpfów, Marii Sidorowicz oraz marmurowy nagrobek Aleksandra Fredry w kościele w Rudkach (ok. 1877) z medalionem portretowym dramatopisarza, herbem i kompozycją alegoryczną.
Asystował też Cyprianowi Godebskiemu przy wykonaniu wystroju rzeźbiarskiego Domu Inwalidów Wojennych we Lwowie przy ul. Kleparowskiej 35 (obecnie siedziba Instytutu Bezpieczeństwa Pożarniczego Ministerstwa Spraw Wyjątkowych Ukrainy), wzniesionego w latach 1855–1863 według projektu barona Theophila von Hansena.
W ostatnich latach życia Périer stworzył własną pracownię rzeźbiarską wspólnie z pochodzącym z Brukseli Antonim Julianem Maricotem (we Lwowie działającym jako Julian Gorgolewski). Ożenił się z Polką (lwowianką) – Marią ze Staszkiewiczów. Również jego spolonizowany syn Henryk Karol Périer, oraz wnuk Kazimierz Périer byli czynnymi we Lwowie rzeźbiarzami.

## Galeria

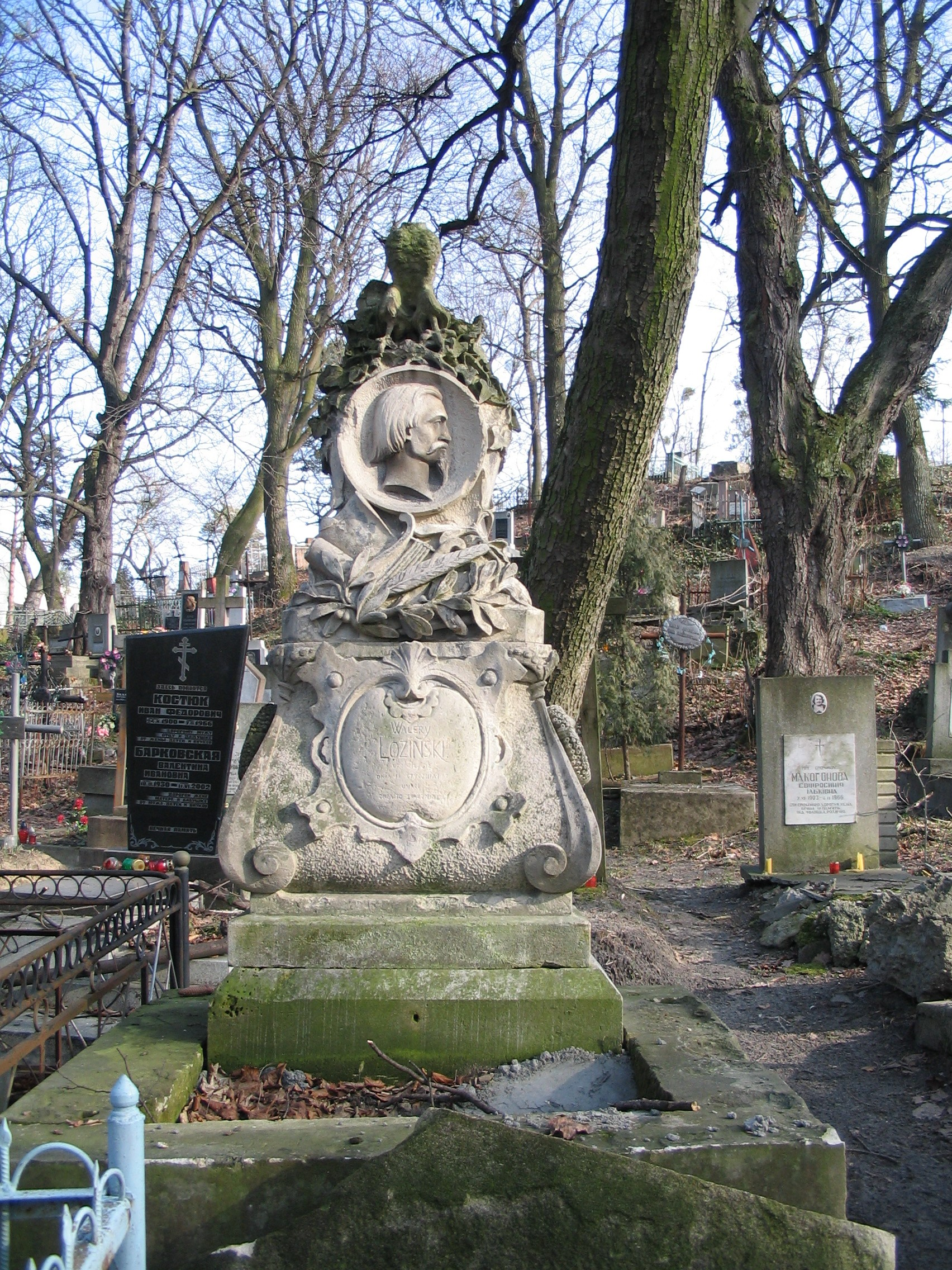
Nagrobek Walerego Łozińskiego; Cmentarz Łyczakowski we Lwowie
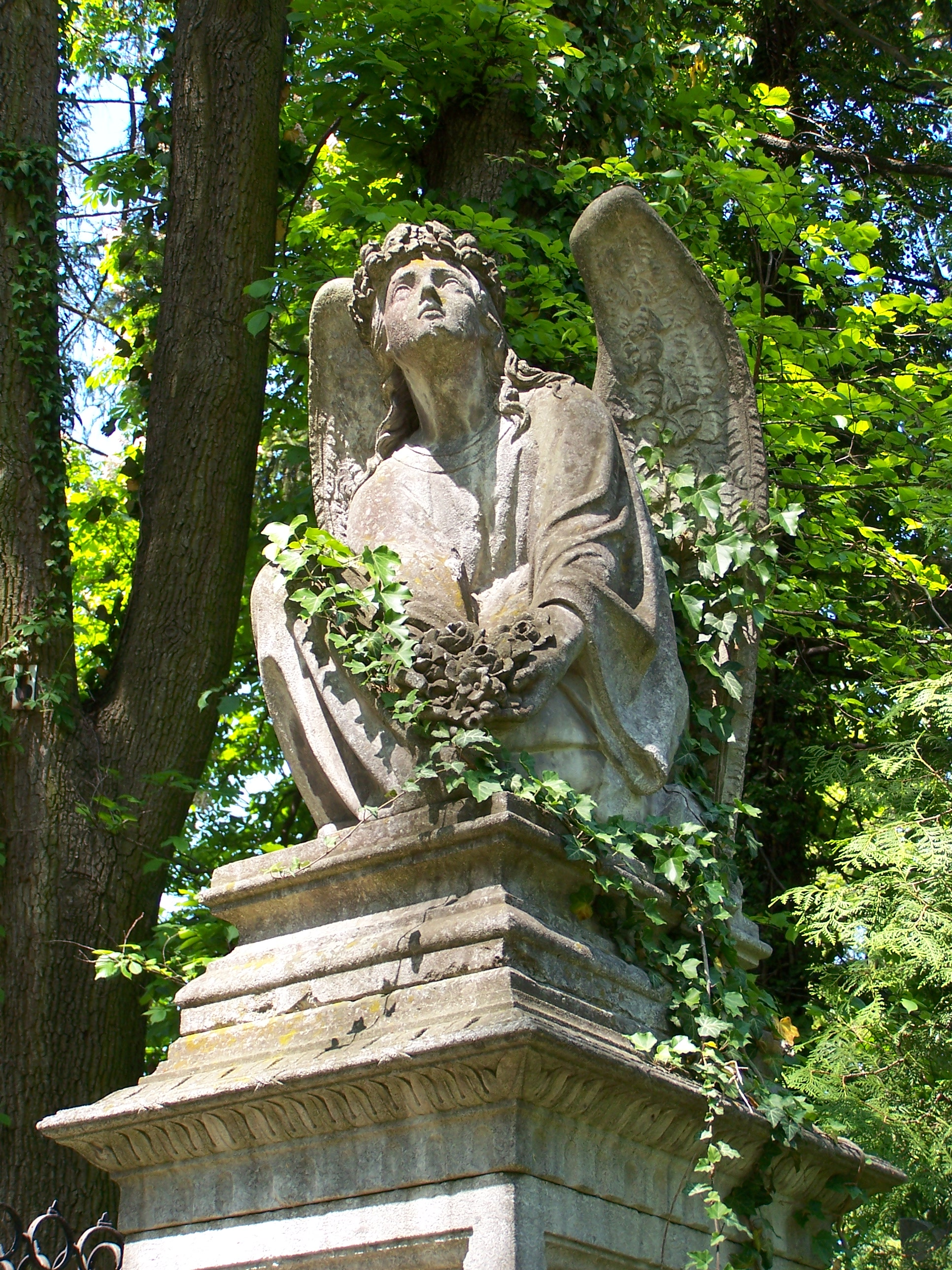
Anioł na pomniku Sierosławskich i Szulakiewiczów; Cmentarz Łyczakowski we Lwowie
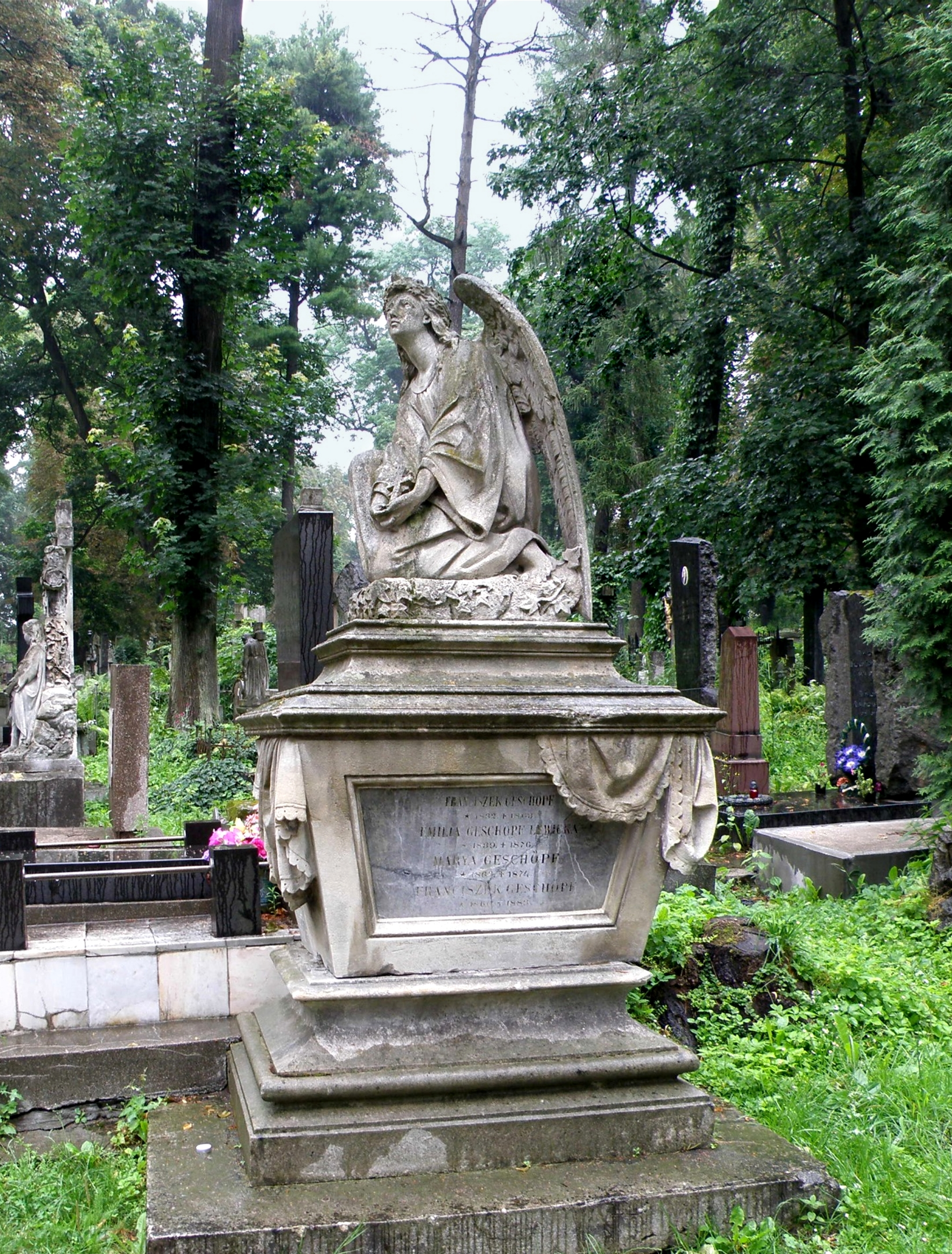
Grób rodziny Geschöpf; Cmentarz Łyczakowski we Lwowie
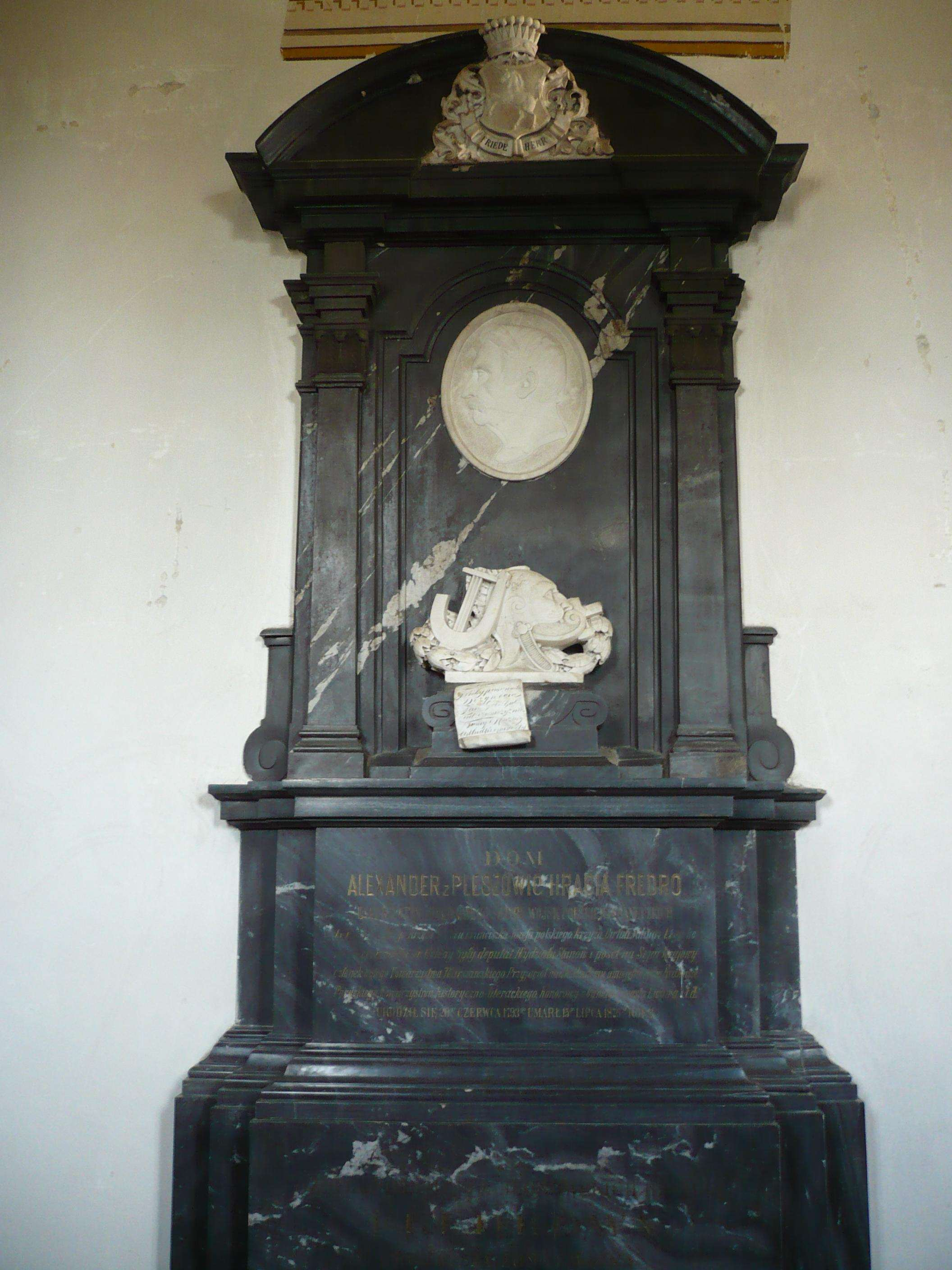
Nagrobek Aleksandra Fredry; kościół w Rutkach
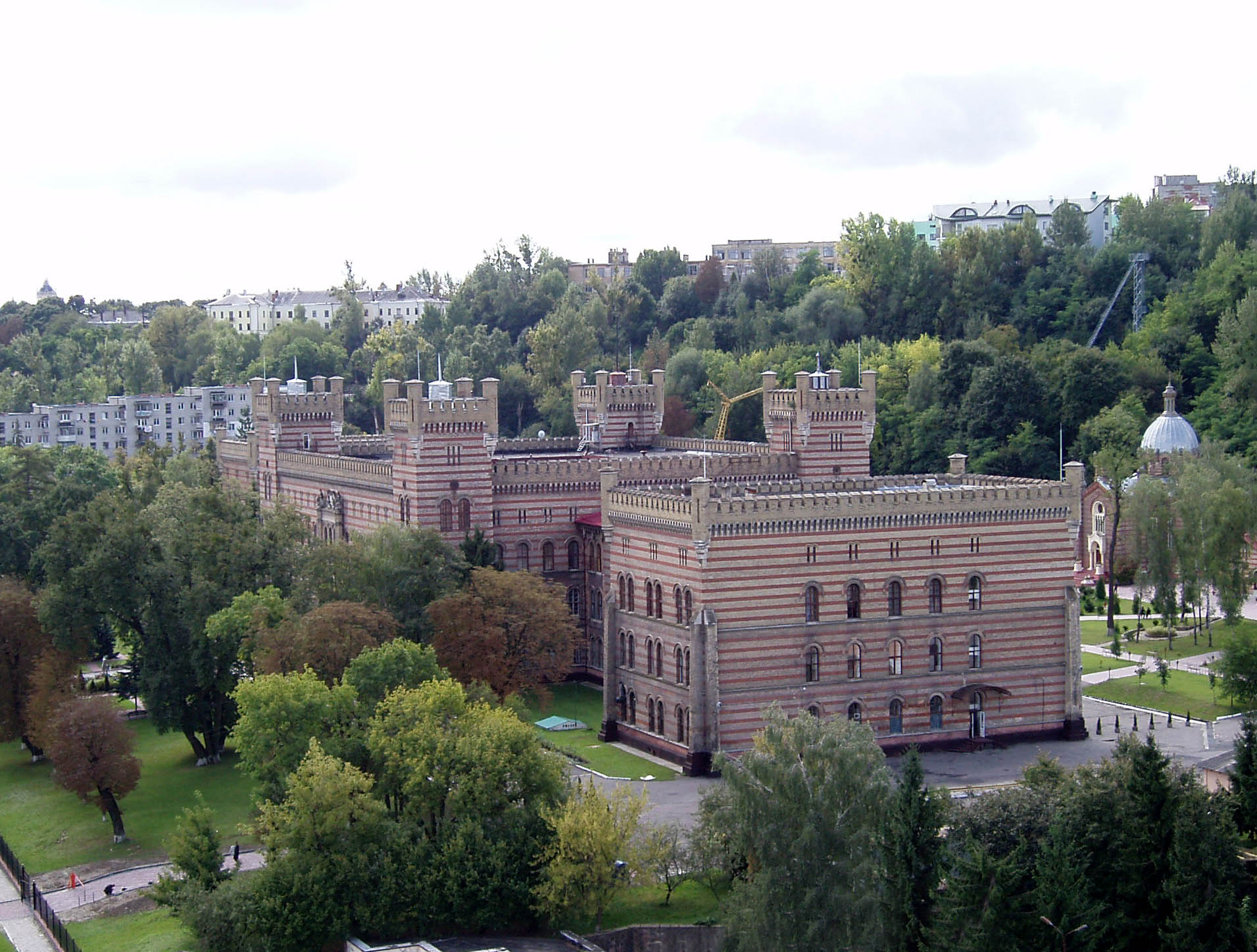
Dom Inwalidów Wojennych; Lwów, ul. Kleparowska 35